# Tia Mowry
Tia Dashon Mowry-Hardrict, född Mowry 6 juli 1978 i Gelnhausen, Västtyskland, är en amerikansk skådespelerska, sångerska, röstskådespelare och författare. Mowry är mest känd för att göra rösten till Sasha i Bratz: Rock Angelz. Hon har en tvilligsyster, Tamera, som hon spelade mot i filmerna Twitches (2005) och Twitches Too (2007). Tvillingarna var också medlemmar i musikgruppen Voices från 1989 till 1993.
Mowry är sedan 2008 gift med skådespelaren Cory Hardrict och tillsammans har de två barn, en son och en dotter, födda 2011 och 2018.

## Filmografi
- 2002 – The Hot Chick (som "Venetia")
- 2008 – The American Standards (som "Kate")
- 2005 – Bratz: Rock Angelz (som "Sasha")
- 2005 – Twitches (som "Alex")
- 2007 – Twitches Too (som "Alex")
- 2013 – Baggage Claim (som "Janine")

## TV
- 2019–nutid – Återförenade (som Cocoa)